# Nordische Skispiele der OPA 2018
Die Nordischen Skispiele der OPA 2018 (auch OPA Games 2018) fanden am 24. und 25. Februar 2018 im slowenischen Planica sowie am 3. und 4. März 2018 in der italienischen Gemeinde Cogne statt. Es wurden Wettkämpfe in den Ski-Nordisch-Sportarten abgehalten, wobei der Skilanglauf in Cogne durchgeführt wurde, während die Wettbewerbe im Skispringen und der Nordischen Kombination in Planica veranstaltet wurden. Die Sprungwettbewerbe wurden im Nordic Center Velikanka (K 72 / HS 80) abgehalten. Die erfolgreichste Nation war Deutschland. Die Jahrgänge 2001 und 2002 traten in Jugendwettkämpfen an, wohingegen Athletinnen und Athleten aus den jüngeren Jahrgängen in Schülerwettbewerben miteinander konkurrierten.

## Medaillenspiegel
| Platz | Land        | Gold | Silber | Bronze | Gesamt |
| ----- | ----------- | ---- | ------ | ------ | ------ |
| 1.    | Deutschland | 4    | 6      | 2      | 12     |
| 2.    | Slowenien   | 4    | 3      | 4      | 11     |
| 3.    | Frankreich  | 3    | 4      | 0      | 07     |
| 4.    | Österreich  | 3    | 2      | 4      | 09     |
| 5.    | Schweiz     | 2    | 0      | 4      | 06     |
| 6.    | Italien     | 1    | 2      | 4      | 07     |

## Langlauf Frauen

### Schülerinnen (5km klassisch)
| Platz | Sportlerin          | Land | Zeit        |
| ----- | ------------------- | ---- | ----------- |
| 01.   | Witta-Luisa Walcher | AUT  | 15:00,2 min |
| 02.   | Julie Pierrel       | FRA  | 15:04,4 min |
| 03.   | Siri Wigger         | SUI  | 15:08,3 min |
| 04.   | Maëlle Veyre        | FRA  | 15:28,1 min |
| 05.   | Fabienne Alder      | SUI  | 15:31,7 min |

Datum: 3. März 2018

### Juniorinnen (7,5km klassisch)
| Platz | Sportlerin     | Land | Zeit        |
| ----- | -------------- | ---- | ----------- |
| 01.   | Anja Weber     | SUI  | 21:56,9 min |
| 02.   | Lisa Lohmann   | GER  | 22:26,1 min |
| 03.   | Solène Faivre  | SUI  | 22:43,8 min |
| 04.   | Anja Lozza     | SUI  | 22:46,6 min |
| 05.   | Amelie Hofmann | GER  | 22:47,0 min |

Datum: 3. März 2018

## Langlauf Männer

### Schüler (7,5km klassisch)
| Platz | Sportlerin       | Land | Zeit        |
| ----- | ---------------- | ---- | ----------- |
| 01.   | Mathis Desloges  | FRA  | 20:03,6 min |
| 02.   | Matteo Correia   | GER  | 20:22,5 min |
| 03.   | Andrea Gartner   | ITA  | 20:26,5 min |
| 04.   | Victor Cullet    | FRA  | 20:34,3 min |
| 05.   | Simon Leismüller | GER  | 20:42,4 min |

Datum: 3. März 2018

### Junioren (10km klassisch)
| Platz | Sportlerin       | Land | Zeit        |
| ----- | ---------------- | ---- | ----------- |
| 01.   | Gaspard Rousset  | FRA  | 25:49,1 min |
| 02.   | Mathieu Goalabre | FRA  | 25:53,4 min |
| 03.   | Valerio Grond    | SUI  | 26:06,2 min |
| 04.   | Jakob Milz       | GER  | 26:09,4 min |
| 05.   | Simon Riquier    | FRA  | 26:09,8 min |

Datum: 3. März 2018

## Langlauf Mixed

### Mixed-Team (4 × 3,3km Freistil)
| Platz | Sportlerinnen                                             | Land   | Laufzeiten                                    | Gesamtzeit  |
| ----- | --------------------------------------------------------- | ------ | --------------------------------------------- | ----------- |
| 01.   | Julie Pierrel Maëlle Veyre Mathis Desloges Matteo Correia | FRA I  | 8:38,6 min 8:57,9 min 07:52,4 min 08:17,1 min | 33:46,2 min |
| 02.   | Maya Cloetens Liv Coupat Victor Cullet Jacques Jefferies  | FRA II | 8:47,5 min 9:19,3 min 07:55,2 min 07:46,2 min | 33:48,4 min |
| 03.   | Siri Wigger Sana Schlittler David Knobel Janis Baumann    | SUI I  | 8:42,6 min 9:19,9 min 08:06,2 min 07:58,3 min | 34:07,2 min |

Datum: 4. März 2018

## Nordische Kombination Frauen

### Schülerinnen (Gundersen 4km)
| Platz | Sportler       | Land | Sprungpunkte | Laufzeit    | Rückstand   |
| ----- | -------------- | ---- | ------------ | ----------- | ----------- |
| 01.   | Marie Naehring | GER  | 112,7        | 10:44,3 min | 10:44,3 min |
| 02.   | Lisa Hirner    | AUT  | 108,3        | 11:51,2 min | +1:19,9 min |
| 03.   | Annika Sieff   | ITA  | 110,2        | 12:05,8 min | +1:29,5 min |
| 04.   | Cindy Haasch   | GER  | 099,2        | 11:45,1 min | +1:41,8 min |
| 05.   | Emily Franke   | GER  | 099,1        | 11:48,8 min | +1:45,5 min |

Datum: 24. Februar 2018

Es kamen 15 Athletinnen in die Wertung.

### Juniorinnen (Gundersen 5km)
| Platz | Sportler       | Land | Sprungpunkte | Laufzeit    | Rückstand   |
| ----- | -------------- | ---- | ------------ | ----------- | ----------- |
| 01.   | Jenny Nowak    | GER  | 108,4        | 15:16,6 min | 15:16,6 min |
| 02.   | Sophia Maurus  | GER  | 096,9        | 16:11,7 min | +1:41,1 min |
| 03.   | Ema Volavšek   | SLO  | 086,0        | 15:48,8 min | +2:02,2 min |
| 04.   | Daniela Dejori | ITA  | 076,8        | 15:50,4 min | +2:39,8 min |
| 05.   | Silva Verbič   | SLO  | 082,7        | 16:46,2 min | +3:12,6 min |

Datum: 24. Februar 2018

Es kamen neun Athletinnen in die Wertung.

### Team (3 × 3,3km)
| Platz | Sportler                                    | Land  | Sprungpunkte | Laufzeit    | Rückstand   |
| ----- | ------------------------------------------- | ----- | ------------ | ----------- | ----------- |
| 01.   | Sophia Maurus Marie Naehring Jenny Nowak    | GER   | 287,1        | 30:32,0 min | 30:35,0 min |
| 02.   | Annika Sieff Daniela Dejori Lena Prinoth    | ITA   | 289,2        | 32:14,6 min | +1:39,6 min |
| 03.   | Annalena Slamik Johanna Bassani Lisa Hirner | AUT I | 266,8        | 33:04,5 min | +2:59,5 min |

Datum: 25. Februar 2018

## Nordische Kombination Männer

### Schüler (Gundersen 4km)
| Platz | Sportler        | Land | Sprungpunkte | Laufzeit    | Rückstand   |
| ----- | --------------- | ---- | ------------ | ----------- | ----------- |
| 01.   | Iacopo Bortolas | ITA  | 118,4        | 9:46,2 min  | 9:57,2 min  |
| 02.   | Tom Rochat      | FRA  | 115,7        | 9:57,1 min  | +0:18,9 min |
| 03.   | Matic Hladnik   | SLO  | 111,0        | 9:45,3 min  | +0:21,1 min |
| 04.   | Marco Heinis    | FRA  | 109,8        | 9:42,9 min  | +0:22,7 min |
| 05.   | Hannes Gehring  | GER  | 112,2        | 09:50,3 min | +0:23,1 min |

Datum: 24. Februar 2018

Es kamen 35 Athleten in die Wertung.

### Junioren (Gundersen 5km)
| Platz | Sportler           | Land | Sprungpunkte | Laufzeit    | Rückstand   |
| ----- | ------------------ | ---- | ------------ | ----------- | ----------- |
| 01.   | Johannes Lamparter | AUT  | 119,5        | 12:24,4 min | 12:24,4 min |
| 02.   | Stefan Rettenegger | AUT  | 113,0        | 12:16,7 min | +0:18,3 min |
| 03.   | Manuel Einkemmer   | AUT  | 115,0        | 12:37,5 min | +0:31,1 min |
| 04.   | Fabian Hafner      | AUT  | 116,0        | 13:06,7 min | +0:56,3 min |
| 05.   | Jan Andersen       | GER  | 108,0        | 12:39,6 min | +1:01,2 min |

Datum: 23. Februar 2018

Es kamen 34 Athleten in die Wertung.

### Team (4 × 3,3km)
| Platz | Sportler                                                              | Land | Sprungpunkte | Laufzeit    | Rückstand   |
| ----- | --------------------------------------------------------------------- | ---- | ------------ | ----------- | ----------- |
| 01.   | Stefan Rettenegger Fabian Hafner Manuel Einkemmer Johannes Lamparter  | AUT  | 451,0        | 32:41,2 min | 32:41,2 min |
| 02.   | Jan Andersen Andreas Schwarz Jonas Jäkle Christian Frank              | GER  | 433,1        | 34:11,7 min | +1:54,5 min |
| 03.   | Iacopo Bortolas Gabriele Monteleone Stefano Radovan Domenico Mariotti | ITA  | 415,3        | 34:34,5 min | +2:41,3 min |

Datum: 25. Februar 2018

## Skispringen Frauen

### Schülerinnen
| Platz | Sportlerin       | Land | Weite 1 | Weite 2 | Punkte |
| ----- | ---------------- | ---- | ------- | ------- | ------ |
| 01.   | Marie Naehring   | GER  | 073,0 m | 073,5 m | 226,0  |
| 02.   | Annika Sieff     | ITA  | 073,0 m | 073,0 m | 223,4  |
| 03.   | Lisa Hirner      | AUT  | 073,5 m | 076,5 m | 223,2  |
| 04.   | Ana Jereb        | SLO  | 070,5 m | 071,0 m | 215,5  |
| 05.   | Julia Mühlbacher | AUT  | 071,0 m | 071,0 m | 207,9  |

Datum: 24. Februar 2018

### Juniorinnen
| Platz | Sportlerin              | Land | Weite 1 | Weite 2 | Punkte |
| ----- | ----------------------- | ---- | ------- | ------- | ------ |
| 01.   | Jerneja Brecl           | SLO  | 076,5 m | 075,5 m | 232,6  |
| 02.   | Katra Komar             | SLO  | 073,5 m | 075,0 m | 231,4  |
| 03.   | Jerneja Repinc Zupančič | SLO  | 070,5 m | 072,5 m | 218,3  |
|       | Kaja Urbanija Coz       | SLO  | 071,0 m | 072,0 m | 218,3  |
| 05.   | Jenny Nowak             | DEU  | 071,5 m | 071,0 m | 216,2  |

Datum: 24. Februar 2018

### Team
| Platz | Sportler                                          | Land | Weite 1                 | Weite 2                 | Punkte |
| ----- | ------------------------------------------------- | ---- | ----------------------- | ----------------------- | ------ |
| 01    | Jerneja Repinc Zupančič Katra Komar Jerneja Brecl | SLO  | 074,5 m 076,5 m 077,5 m | 071,5 m 076,0 m 071,5 m | 700,1  |
| 02    | Sandra Müller Pia Lilian Kübler Jenny Nowak       | GER  | 068,5 m 068,0 m 073,0 m | 069,5 m 063,5 m 071,0 m | 617,3  |
| 03    | Julia Mühlbacher Vanessa Moharitsch Lisa Hirner   | AUT  | 067,5 m 071,5 m 070,0 m | 066,5 m 069,0 m 072,0 m | 614,4  |

Datum: 25. Februar 2018

## Skispringen Männer

### Schüler
| Platz | Sportlerin        | Land | Weite 1 | Weite 2 | Punkte |
| ----- | ----------------- | ---- | ------- | ------- | ------ |
| 01.   | Lean Niederberger | SUI  | 075,0 m | 078,5 m | 246,4  |
| 02.   | Taj Ekart         | SLO  | 077,0 m | 075,5 m | 245,2  |
| 03.   | Simon Steinbeißer | DEU  | 074,5 m | 077,0 m | 241,0  |
| 04.   | Enzo Milesi       | FRA  | 073,5 m | 076,5 m | 239,7  |
| 05.   | Rok Masle         | SLO  | 074,0 m | 076,5 m | 236,3  |

Datum: 24. Februar 2018

### Jugend
| Platz | Sportlerin       | Land | Weite 1 | Weite 2 | Punkte |
| ----- | ---------------- | ---- | ------- | ------- | ------ |
| 01.   | Žak Mogel        | SLO  | 099,0 m | –       | 121,5  |
| 02.   | Jan Bombek       | SLO  | 096,0 m | –       | 114,5  |
| 03.   | Tom Gerisch      | DEU  | 094,0 m | –       | 111,0  |
| 04.   | Xaver Aigner     | AUT  | 092,0 m | –       | 105,0  |
| 05.   | Mathis Contamine | FRA  | 099,0 m | –       | 103,5  |

Datum: 24. Februar 2018

### Team
| Platz | Sportler                                                         | Land | Weite 1                         | Weite 2 | Punkte |
| ----- | ---------------------------------------------------------------- | ---- | ------------------------------- | ------- | ------ |
| 01    | Jernej Presečnik Jan Bombek Žak Mogel Rok Oblak                  | SLO  | 070,0 m 077,5 m 080,0 m 077,5 m | –       | 473,4  |
| 02    | Simon Spiewok Quirin Modricker Luca Geyer Tom Gerisch            | GER  | 070,0 m 075,0 m 068,5 m 070,5 m | –       | 451,7  |
| 03    | Daniel Moroder Mattia Galiani Francesco Cecon Giovanni Bresadola | ITA  | 073,5 m 068,0 m 075,0 m 075,0 m | –       | 449,2  |

Datum: 25. Februar 2018